# Tomás de la Virgen
Tomás de la Virgen, nacido como Rodrigo de Tomás y Sánchez (21 de enero de 1587, Villanueva de los Infantes-7 de octubre de 1647, Madrid), fue un Religioso Descalzo de la Orden de la Santísima Trinidad que destacó por sus virtudes tras pasar cuarenta años en cama. Durante ese tiempo fue buscado como consejero espiritual por los personajes políticos y religiosos más importantes del siglo XVII. Pío VII aprobó sus virtudes en grado heroico y lo declaró Venerable. Sus restos se veneran actualmente en la iglesia de la Santísima Trinidad de Valdepeñas, donde se conserva como reliquia la cama en la que pasó los últimos cuarenta años de vida.

## Biografía

### Nacimiento e infancia
Rodrigo de Tomás y Sánchez nace en Villanueva de los Infantes (Ciudad Real), el 21 de enero de 1587, del matrimonio formado por Juan de Tomás Bustos y María Sánchez Mejías. Era sobrino-nieto del arzobispo de Valencia Santo Tomás de Villanueva. Si bien su familia era de las más ricas de Villanueva de los Infantes, el ardor de su padre y de su tío-abuelo hicieron que la fortuna familiar fuera menguando progresivamente, llegando incluso a padecer cierta pobreza cuando repartieron todos sus bienes con los más pobres. Rodrigo vivió en este ambiente y así fue decisivo el paso del Reformador trinitario Juan Bautista de la Concepción por su pueblo. Desplazado desde Valdepeñas para visitar la incipiente comunidad trinitaria de Villanueva de los Infantes se encontró con Juan de Tomás y su hijo Rodrigo, Juan de Tomás dijo al Reformador trinitario: Yo soy Juan de Tomás y este joven es mi hijo, que quiere entrar a formar parte de su comunidad reformada. Tiene 19 años y siempre ha observado una conducta ejemplar. Aprendió a leer y a escribir ya hace tiempo, pero él prefiere dedicarse más a la oración que a las letras. Juan Bautista de la Concepción preguntó al joven Rodrigo: ¿Quieres vestir nuestro pobre hábito?, a lo que Rodrigo respondió: Sí, padre, creo que esa es la voluntad de Dios. Sé que encontraré dificultades y que la penitencia es dura, pero estoy seguro de que Dios me dará fuerza para superar todas las dificultades.

### Trinitario
Juan Bautista de la Concepción presentó al joven Rodrigo a la recién nacida comunidad reformada trinitaria de Villanueva de los Infantes, que aprobó pronto su admisión, al día siguiente, 29 de abril de 1606, Rodrigo tomaba el hábito de los Descalzos de la Orden de la Santísima Trinidad y de los Cautivos y cambiaba su nombre por el de Tomás de la Virgen. Realizó su noviciado en la Casa de Madrid, todos se dieron cuenta pronto de sus virtudes, especialmente en la oración y el silencio, dándole el sobrenombre de el hermano que no habla. El mismo San Juan Bautista de la Concepción habla de sus progresos como religioso: 

Novicio ha estado conmigo, que muchos han experimentado esta verdad: que, siendo un hombre tan cerrado y callado en el hablar, que, entendiendo los frailes que habíe de perder de todo puncto el saber hablar, por ser esto con tanto estremo que en casa no le sabían otro nombre, el año del noviciado, sino «el fraile que no habla», estando conmigo, me ha dicho cosas tan altas, con términos tan extraordinarios, que me parece sólo el cielo se los puede haber enseñado.

El 1 de mayo de 1607 realizó su Profesión Solemne, al mes siguiente era destinado a la nueva fundación de Córdoba, donde tuvo ocasión de mostrar su espíritu de penitencia por las condiciones de las casas en que vivieron aquellos primeros religiosos trinitarios en Córdoba y por la poca comida que había. Su primera y principal dedicación fue ya a los pobres de Córdoba y a la oración. Precisamente fue en uno de sus momentos intensos de oración cuando fr. Tomás de la Virgen dio un fuerte grito y comenzó a echar sangre por la nariz y por la boca. Los médicos no alcanzaron a saber nunca la razón de aquella enfermedad, la diagnosticaron como hemoptisis aguda. Pero él no se dejó vencer por la enfermedad. Sin embargo, un mes más tarde, mientras recogía limosnas en Bujalance, se recrudeció la enfermedad, sospechan entonces que puede tratarse de una tuberculosis, todos los médicos coincidían en afirmar que vivía de milagro, y recomendaron trasladarlo a un lugar con un clima más seco. Es así como, con no pocas dificultades, emprende un largo viaje desde Córdoba a Madrid donde acabará uniendo su vida a una cama durante cuarenta años.

### 40 años en cama
A partir de aquel momento la vocación de Fr. Tomás de la Virgen fue seguir a Cristo en el dolor, daba gracias a Dios constantemente por ello: Te doy gracias, Señor, porque me has dado el modo de poder imitar a Cristo Redentor y de participar en su preciosa pasión. Su ministerio se desarrolló desde la cama. Residió en la Casa de la Santísima Trinidad Descalza de Madrid y pronto toda la ciudad y la corte de Madrid comenzó a hablar de aquel "santo" y de la misteriosa enfermedad que padecía y de sus consejos. Fr. Tomás se convirtió, a pesar de sus pocos estudios, en un gran discernidor de conciencias, alcanzando su fama incluso fuera de España. 
A pesar de que no volvió a salir de aquella habitación, ni a levantarse de aquella cama, le consultaban desde cualquier parte de la cristiandad. El papa Urbano VIII ordenó a su nuncio en España que no tomara decisión alguna sin consultar antes con fray Tomás de la Virgen. Inocencio X, antes de ser elegido papa había sido nuncio en Madrid y tuvo la ocasión de visitar en varias ocasiones a fray Tomás y consultarle no pocos asuntos importantes. También lo visitó antes de ser elegido papa Giulio Rospigliosi, nuncio en Madrid, que adoptaría el nombre de Clemente IX, y que la primera vez que visitó la habitación de fray Tomás pasó toda la entrevista de rodillas ante su lecho.
Los reyes Felipe III y Felipe IV de España, junto a sus esposas, lo consideraron siempre como el mejor y más fiel consejero, y así lo hicieron también sus validos, Francisco Gómez de Sandoval y Rojas, duque de Lerma, y Gaspar de Guzmán y Pimentel, conde-duque de Olivares, que recibieron de fray Tomás consejos y reproches. Sin embargo, a ningún rey, valido o noble aceptó nunca fray Tomás en su sencilla celda, de modo que la reina Isabel de Borbón mandó pintar un retrato del fraile trinitario y colgarlo en sus habitaciones privadas del palacio, encontrándola muchas veces en conversación con aquella imagen. A comienzos de septiembre de 1647 fray Tomás se da cuenta de que su muerte está próxima y se prepara espiritualmente para ella. Le llegará el 7 de octubre. Durante tres días toda la villa y la corte de Madrid le rindió homenajes al que consideraban su santo. El 22 de septiembre de 1805, el papa Pío VII aprobó sus virtudes en grado heroico y lo declaró venerable.